# Patrick Himschoot
Patrick Himschoot (18 juli 1959) is een Belgische voormalige atleet en atletiekcoach. Als atleet was hij gespecialiseerd in het hordelopen en werd hij eenmaal Belgisch kampioen.

## Biografie
Himschoot werd in 1978 Belgisch kampioen op de 400 m horden. Als atleet was hij aangesloten bij AA Gent en Racing Gent.
Na zijn actieve carrière werd Himschoot trainer en lesgever spurt en hordelopen aan de Topsportschool en trainer van beloften en topatleten. Hij was jarenlang trainer bij Atletiekclub Waasland en leidde verschillende topatleten op. Hij was assistent-coach van de nationale 4 × 100 m vrouwenestafetteploeg, die goud won op de Olympische Spelen in Peking. In 2016 werd hij assistent-coach van Jacques Borlée bij de nationale 4 × 400 m mannenestafetteploeg.

## Belgische kampioenschappen
| Onderdeel    | Jaar |
| ------------ | ---- |
| 400 m horden | 1978 |

## Persoonlijk record
| Onderdeel    | Prestatie | Datum       | Plaats |
| ------------ | --------- | ----------- | ------ |
| 400 m horden | 51,8 s    | 7 juli 1982 | Vught  |

## Palmares

### 400 m horden
- 1978:  BK AC – 53,39 s